# Associazione Calcio Riunite Messina 1956-1957
Questa pagina raccoglie le informazioni riguardanti l'Associazione Calcio Riunite Messina nelle competizioni ufficiali della stagione 1956-1957.

## Stagione
Nella stagione 1956-1957 il Messina disputò il dodicesimo campionato di Serie B della sua storia. Con 29 punti in classifica ha ottenuto il quattordicesimo posto, il torneo cadetto ha promosso in Serie A il Verona primo con 44 punti e l'Alessandria seconda con il Brescia a 43 punti, che ha battuto le rondinelle (2-1) nello spareggio. Sono retrocesse in Serie C la Pro Patria con 25 punti ed il Legnano con 23 punti.
A guidare il Messina per questa stagione viene richiamato l'allenatore austriaco Rodolphe Hiden e gli vengono inseriti in rosa tre centrocampisti, il mediano Alvaro Sellani in arrivo dalla Sambenedettese, Franco Radaelli proveniente dall'Ivrea e Stefano Bernini dal Piacenza. La squadra giallorossa disputa un campionato senza acuti, mantenendosi costantemente nelle zone centrali della classifica e chiudendo il torneo quattro punti sopra le retrocesse. Con sei reti realizzate sarà Adriano Rossi il miglior marcatore stagionale.

## Divise
| 1ª maglia |

## Organigramma societario
Area direttiva
- Presidente: Domenico Capri

Area tecnica
- Direttore tecnico: Vittorio Terranova
- Allenatore: Rodolphe Hiden (fino al 2 aprile 1957)[2], poi Antonio Colomban, infine Ivo Fiorentini (dal 15 maggio 1957)[3]

## Rosa
| N. |                   | Ruolo | Calciatore         |
| -- | ----------------- | ----- | ------------------ |
|    | Italia (bandiera) | P     | Giuseppe Salerno   |
|    | Italia (bandiera) | P     | Gino Zappetti      |
|    | Italia (bandiera) | D     | Giuseppe Bergamini |
|    | Italia (bandiera) | D     | Renato Cardillo    |
|    | Italia (bandiera) | D     | Edy Gratton        |
|    | Italia (bandiera) | D     | Fulvio Zonch       |
|    | Italia (bandiera) | C     | Giuseppe Bosco     |
|    | Italia (bandiera) | C     | Carlo Evangelisti  |
|    | Italia (bandiera) | C     | Ilvo Nadali        |
|    | Italia (bandiera) | C     | Franco Radaelli    |

| N. |                   | Ruolo | Calciatore                 |
| -- | ----------------- | ----- | -------------------------- |
|    | Italia (bandiera) | C     | Alvaro Sellani             |
|    | Italia (bandiera) | A     | Antonino Arena (II)        |
|    | Italia (bandiera) | A     | Giancarlo Bellotti         |
|    | Italia (bandiera) | A     | Stefano Bernini            |
|    | Italia (bandiera) | A     | Giovanni Cappi             |
|    | Italia (bandiera) | A     | Antonio Colomban           |
|    | Italia (bandiera) | A     | Giacomo Grisa              |
|    | Italia (bandiera) | A     | Filippo Nicoletti          |
|    | Italia (bandiera) | A     | Francesco Pantaleoni (III) |
|    | Italia (bandiera) | A     | Adriano Rossi              |

## Risultati

### Serie B

#### Girone di andata
| Arbitro: | Angelini (Firenze) |

|             |           |                        |
| Barison 70’ | Marcatori | 41’ Rossi 72’ Colomban |

| Arbitro: | Marangio (Roma) |

|  |           |           |
|  | Marcatori | 81’ Grisa |

| Arbitro: | Caputo (Napoli) |

|             |           |  |
| Bernini 76’ | Marcatori |  |

| Arbitro: | Corallo (Lecce) |

|              |           |            |
| Colomban 52’ | Marcatori | 80’ Vitali |

| Arbitro: | Jonni (Macerata) |

|             |           |  |
| Rigonat 55’ | Marcatori |  |

| Arbitro: | Annoscia (Bari) |

|            |           |  |
| Bicicli 5’ | Marcatori |  |

| Arbitro: | Adami (Roma) |

|                              |           |  |
| Rossi 19’ Pantaleoni III 31’ | Marcatori |  |

| Arbitro: | Guarnaschelli (Pavia) |

|            |           |  |
| Letari 85’ | Marcatori |  |

| Arbitro: | Fornari (Bologna) |

|                        |           |           |
| Gasparini 52’ Nova 67’ | Marcatori | 20’ Grisa |

| Messina 2 dicembre 1956 10ª giornata | Messina         | 0 – 0 | Verona | Stadio Giovanni Celeste\| Arbitro: \| Corallo (Lecce) \| |
| Arbitro:                             | Corallo (Lecce) |       |        |                                                          |

| Arbitro: | Ubezio (Novara) |

|                     |           |                       |
| Grisa 19’ Cappi 82’ | Marcatori | 14’ Righetto 80’ Erba |

| Arbitro: | Angelini (Firenze) |

|             |           |  |
| Fontana 35’ | Marcatori |  |

| Messina 30 dicembre 1956 13ª giornata | Messina         | 0 – 0 | Simmenthal-Monza | Stadio Giovanni Celeste\| Arbitro: \| Clemente (Roma) \| |
| Arbitro:                              | Clemente (Roma) |       |                  |                                                          |

| Arbitro: | Rebuffo (Milano) |

|               |           |  |
| Eidefjäll 19’ | Marcatori |  |

| Arbitro: | Boati (Milano) |

|           |           |           |
| Klein 55’ | Marcatori | 33’ Rossi |

| Arbitro: | Maghernino (San Severo) |

|                                   |           |  |
| Grisa 26’ Pantaleoni III 42’, 61’ | Marcatori |  |

| Messina 27 gennaio 1957 17ª giornata | Messina                      | 0 – 0 | Pro Patria | Stadio Giovanni Celeste\| Arbitro: \| De Robbio (Torre Annunziata) \| |
| Arbitro:                             | De Robbio (Torre Annunziata) |       |            |                                                                       |

#### Girone di ritorno
| Arbitro: | Angelini (Firenze) |

|                         |           |  |
| Nicoletti 18’ Rossi 58’ | Marcatori |  |

| Arbitro: | Canepa (Genova) |

|                       |           |                             |
| Colomban 1’ Rossi 20’ | Marcatori | 62’ Temellin 66’ Fioravanti |

| Arbitro: | Angelini (Firenze) |

|                        |           |  |
| Caprile 10’ Palmér 62’ | Marcatori |  |

| Arbitro: | Marangio (Roma) |

|                                      |           |                  |
| Vitali 32’ Castaldo 66’ Morbello 85’ | Marcatori | 31’ (rig.) Zonch |

| Arbitro: | De Gregorio (Legnano) |

|             |           |  |
| Sellani 32’ | Marcatori |  |

| Arbitro: | Ferrari (Milano) |

|               |           |                      |
| Nicoletti 52’ | Marcatori | 31’, 70’, 84’ Patino |

| Taranto 17 marzo 1957 24ª giornata | Taranto         | 0 – 0 | Messina | Stadio Valentino Mazzola\| Arbitro: \| Caputo (Napoli) \| |
| Arbitro:                           | Caputo (Napoli) |       |         |                                                           |

| Arbitro: | Fornari (Bologna) |

|                       |           |  |
| Sellani 70’ Grisa 76’ | Marcatori |  |

| Arbitro: | Caputo (Napoli) |

|  |           |          |
|  | Marcatori | 63’ Nova |

| Arbitro: | Boati (Milano) |

|                   |           |  |
| Maccacaro 2’, 23’ | Marcatori |  |

| Arbitro: | Ferrari (Milano) |

|                        |           |           |
| Pravisano 30’ Erba 75’ | Marcatori | 51’ Rossi |

| Messina 28 aprile 1957 29ª giornata | Messina        | 0 – 0 | Como | Stadio Giovanni Celeste\| Arbitro: \| Alterio (Roma) \| |
| Arbitro:                            | Alterio (Roma) |       |      |                                                         |

| Arbitro: | De Marchi (Pordenone) |

|                                                    |           |  |
| Borghi 41’ Borri 51’ Milani 72’ Bernini 74’ (aut.) | Marcatori |  |

| Messina 19 maggio 1957 31ª giornata | Messina                 | 0 – 0 | Novara | Stadio Giovanni Celeste\| Arbitro: \| Maghernino (San Severo) \| |
| Arbitro:                            | Maghernino (San Severo) |       |        |                                                                  |

| Arbitro: | Corallo (Lecce) |

|             |           |  |
| Bernini 34’ | Marcatori |  |

| Arbitro: | Rigato (Mestre) |

|                          |           |                           |
| Buratti 43’ Barbieri 49’ | Marcatori | 54’ (rig.) Pantaleoni III |

| Arbitro: | Genel (Trieste) |

|                                 |           |                  |
| Cacciavillani 31’ Belcastro 87’ | Marcatori | 44’, 68’ Bernini |

## Statistiche

### Statistiche di squadra
| Competizione | Punti | In casa | In casa | In casa | In casa | In casa | In casa | In trasferta | In trasferta | In trasferta | In trasferta | In trasferta | In trasferta | Totale | Totale | Totale | Totale | Totale | Totale | DR |
| Competizione | Punti | G       | V       | N       | P       | Gf      | Gs      | G            | V            | N            | P            | Gf           | Gs           | G      | V      | N      | P      | Gf     | Gs     | DR |
| ------------ | ----- | ------- | ------- | ------- | ------- | ------- | ------- | ------------ | ------------ | ------------ | ------------ | ------------ | ------------ | ------ | ------ | ------ | ------ | ------ | ------ | -- |
| Serie B      | 29    | 17      | 7       | 8       | 2       | 18      | 9       | 17           | 2            | 3            | 12           | 10           | 26           | 34     | 9      | 11     | 14     | 28     | 35     | -7 |

### Statistiche dei giocatori[4]
| Giocatore           | Serie B  | Serie B |
| Giocatore           | Presenze | Reti    |
| ------------------- | -------- | ------- |
| A. Arena (II)       | 1        | 0       |
| G. Bellotti         | 11       | 0       |
| G. Bergamini        | 10       | 0       |
| S. Bernini          | 30       | 4       |
| G. Bosco            | 31       | 0       |
| G. Cappi            | 10       | 1       |
| R. Cardillo         | 20       | 0       |
| A. Colomban         | 31       | 0       |
| C. Evangelisti      | 15       | 0       |
| E. Gratton          | 15       | 0       |
| G. Grisa            | 27       | 5       |
| I. Nadali           | 4        | 0       |
| F. Nicoletti        | 23       | 2       |
| F. Pantaleoni (III) | 23       | 4       |
| F. Radaelli         | 26       | 0       |
| A. Rossi            | 28       | 6       |
| G. Salerno          | 34       | -35     |
| A. Sellani          | 16       | 2       |
| F. Zonch            | 19       | 1       |